# Gert Davidts
Gert Davidts is een voormalig Belgisch profvoetballer die vooral bekend staat om zijn passages bij Beerschot VAC en KFC Lommelse SK.

## Carrière

### STVV
Gert Davidts begon in 1989 in het professionele voetbal bij STVV. Hij speelde zijn eerste officiële wedstrijd op 14 februari 1990, toen hij de wedstrijd tegen Germinal Ekeren in de beker speelde. Als reserve doelman speelde hij zeer weinig, nauwelijks vijf matchen in twee jaar. In 1991 degradeerde de club naar de tweede klasse. De club doet er drie jaar over om terug in eerste klasse aan te treden, waarin de speler aan slechts vijftien matchen speelt. In het eerste seizoen terug in Eerste klasse speelde hij slechts één match. Vervolgens besloot hij de club te verlaten en ging hij bij Beerschot aan de slag in Tweede klasse.

### Beerschot VAC
In de buitenwijk van Antwerpen wordt Gert Davidts eindelijk eerste keeper. Hij speelde bijna alle matchen in promotiejaar van Beerschot in Tweede Klasse. die de club in tweede positie beëindigde. Het volgende seizoen was moeilijker voor de club, die in financiële problemen zit, worstelde om zich hand te haven.Na twee jaar bij Beerschot gaat Gert Davidts naar KFC Lommelse SK.

### KV Mechelen
In zijn eerste seizoen was hij Doublure voor Jacky Mathijssen, Davidts speelde slechts 3 wedstrijden voor Lommel. Hij werd voor een jaar uitgeleend aan KV Mechelen, in de tweede afdeling. Davidts speelde geen minuut voor Mechelen.

### KFC Lommelse SK
Terugkerend naar Lommel, bleef Davidts tweede keuze achter Mathijsen, hij speelde slechts acht wedstrijden in  1999-2000, waarin Lommel degradeerde naar 2de Klasse. Zijn concurrent Mathijssen vertrok naar STVV. Hij wordt hierdoor eerste keeper. In 2000-2001 speelde hij 33 competitiewedstrijden, Lommel won de competitie en geraakte tot de finale van de beker. Waar de Limburgse club verloor tegen KVC Westerlo. Na de comeback onder de elite behoudt hij de voorkeur en speelt hij alle matchen in de heenronde van de competitie. Hij raakt geblesseerd uit tegen Standard Liege in december 2001, Davidts was bijna twee maanden geblesseerd. Bij zijn terugkeer verloor hij zijn plaats aan Mark Volders. Hij speelde slechts twee wedstrijden in de rest van het seizoen en begint het volgende seizoen op de bank. Hij speelde nog twee matchen in april 2003, net voor het faillissement van KFC Lommel SK.

### Herfst
Tijdens de herfst van zijn carrière speelde Davidts nog voor KFC Schoten SK in 1ste Provinciale Antwerpen. Davidts speelde in 2004-2005 voor Excelsior Veldwezelt, een club uit Derde Klasse. Nadat de club in 2005 degradeerde naar bevordering stopte hij met voetballen. Totdat hij op 38-jarige leeftijd opdook bij Torpedo Hasselt in 1ste provinciale Limburg, hier stopte hij na één seizoen voorgoed met voetballen.

## Palmares
- verliezend bekerfinalist in 2001 met KFC Lommelse SK
- 2 keer kampioen Tweede Klasse (in 1993-1994 met Sint-Truidense VV en in 2000-2001 met KFC Lommelse SK)